# Драгомир Попноваков
Драгомир Попноваков (Турија, Краљевина Југославија 1938 — 6. јун 2005, Чуруг, Државна заједница Србија и Црна Гора) био је писац, ликовни критичар и радник Матице српске. Такође је афоризме и драмске текстове.

## Биографија
Рођен је 1938. године у бачком селу Турији, дипломирао југословенску књижевност на Филозофском факултету у Новом Саду. Написао је књиге Сат у Срцу (песме), Карпати (приче), Милијарда (путопис из Кине - објављен најпре у наставцима у Летопису Матице српске, а онда преведен на мађарски и објављен у наставцима, у целости, у Мађар соу), Записи при светлости (кратке приче), Српска рапсодија (роман; три издања, а четврто објављено у наставцима у Српским народним новинама у Будимпешти), Са оцем на бициклу (приче, два издања), Писмо и носталгија (приче). Проза му је превођена на руски, белоруски, кинески, мађарски, словеначки и македонски језик) и на крају, пре овог романа, скоро као коментар на све пре тога, књига есеја и критика „Не реци да си књижевник”. Написао је и објавио у Издавачком предузећу Матице српске роман „Сликари доње земље” (роман).